# Chloe Cherry
Chloe Cherry (* 23. August 1997 in Willow Street, Pennsylvania) ist eine US-amerikanische Filmschauspielerin, Model und ehemalige Pornodarstellerin.

## Leben
Chloe Cherry wuchs in ihrer Geburtsstadt Willow Street, Pennsylvania, in einem eher konservativen Haushalt auf. Ihr Vater verstarb an Krebs, als sie acht Jahre alt wurde. Während sie in der High School war, engagierte sie sich für ihr Jahrbuch, las Ankündigungen über den Lautsprecher vor und managte kurzzeitig eine Band. Sie beschrieb sich als furchtbare Schülerin mit schlechten Noten. Sie gab später an, gemobbt worden zu sein, weil sie nicht in die Kirche ging und bereits als Teenagerin ein großes Interesse an Sex hatte.
2015, kurz vor ihrem 18. Geburtstag, zog sie nach Miami mit dem Ziel, Pornodarstellerin zu werden. Sie unterschrieb bei der Modelagentur Hussie Models und zog später nach Los Angeles, um bei Spiegler Girls unterzukommen. Innerhalb von vier Jahren spielte sie in über 200 Filmen mit und wurde insbesondere über Pornhub populär, wo sie mehr als 125 Millionen Views hatte. Während der COVID-19-Pandemie in den Vereinigten Staaten verdiente sie ihr Geld überwiegend über Onlyfans.
2022 debütierte sie als Faye, das Anhängsel eines Drogendealers, in der zweiten Staffel der HBO-Serie Euphoria. Sie gilt als Scene Stealer und Break-Out-Star der Serie. Bereits 2020 hatte sie zusammen mit Jenna Foxx eine Porno-Parodie auf Euphoria gedreht. Entgegen anderslautender Gerüchte hatte diese Szene nichts mit ihrer späteren Rollenverpflichtung zu tun. Kurz nach ihrem ersten Serienauftritt verließ Chloe Cherry die Pornoindustrie, um ihre Filmkarriere voranzutreiben. 2024 spielte sie in The French Italian mit.
Im Januar 2022 unterschrieb sie bei der Modelagentur Anti-Agency London. Ihr Debüt auf dem Laufsteg gab sie bei der New York Fashion Week im Februar 2022 für LaQuan Smith. 2024 war sie als eine der populären It-Girls in Charli xcx’ Musikvideo zu 360 zu sehen.

## Filmografie
- 2019: DP Me 10
- 2022: Euphoria (Fernsehserie, 7 Episoden)
- 2022: Ziwe (Fernsehserie, 1 Episode)
- 2024: The French Italian
- 2025: Find Your Friends